# 松波爾諾
松波爾諾是波蘭的城鎮，位於該國中部，由大波蘭省負責管轄，面積6.21平方公里，2006年人口3,695。第二次世界大戰期間，納粹德國在1939至1945年期間佔領該鎮。
52°23′N 18°31′E / 52.383°N 18.517°E